# خنامان
خنامان، روستایی از توابع بخش مرکزی شهرستان رفسنجان در استان کرمان ایران است.
این روستا از توابع شهرستان رفسنجان استان کرمان در جنوب شرق ایران است روستای خنامان بین شهرهای کرمان زرند رفسنجان است فاصلهٔ این روستا تا شهر کرمان حدود ۸۵کیلومتر و تا شهر رفسنجان حدود ۶۰کیلو متر وتا زرند حدود ۶۵ کیلو متر می‌باشد راه‌های ارتباطی و مواسلاتی این روستا با شهرهای فوق الذکر به وسیلهٔ جاده اسفالته می‌باشد .

## جمعیت
این روستا در دهستان خنامان قرار دارد و براساس سرشماری مرکز آمار ایران در سال ۱۳۸۵، جمعیت آن ۴۴۱ نفر (۱۱۸خانوار) بوده‌است.

## آثار تاریخی
- معبد آناهیتا (رفسنجان)

معبد آناهیتا در روستای حسین آباد در بخش خنامان از شهرستان رفسنجان قرار دارد. این مکان در زمان قاجاریه به صورت قلعهٔ پناهگاه دزدان و راهزنان بوده‌است به همین سبب از این به بعد به اشتباه قلعهٔ دزدان نامیده شده‌است.[۱] تاریخ این قلعه به هزاره اول قبل از میلاد مسیح بر می‌گردد.
- کشف اثار باستانی در گورستان خنامان در زمان استعمار انگلیس بر ایران و انتقال آن‌ها به موزه بریتانیا و بررسی ودیرینه‌شناسی آن‌ها حاکی بر این است که این اثار متعلق به هزاره چهارم قبل میلاد بوده و در زمان جهانگشای مقدونی این اثار کشف شده‌است.

آثار مکشوفه فوق الذکر عبارتند از کاسه وکوزه والتی شبیه به تبر از جنس مفرغ و چند عدد گوشواره ودست بند نقره وچند دانه عقیق و ظروفی شبیه چراغ وجامهایی کوچک در بررسی‌های دیرینه‌شناسی در مورد تبر مکشوفه خنامان کارشناسان موزه قدمت آن را به دور هخامنشین میدانند.
این اطلاعات بر گرفته از کتاب سفر نامه ژنرال انگلیسی بنام پرسی سایکس تحت عنوان ده هزار مایل در ایران ترجمه حسین سعادت نوری است

## اماکن مذهبی
- زیارت شاه چهل تن